# ميلرز كوف (تكساس)
ميلرز كوف (بالإنجليزية: Miller's Cove, Texas)‏ هي بلدة أمريكية تقع في الولايات المتحدة في مقاطعة تايتوس، تكساس. يقدر عدد سكانها بـ 120 نسمة ومساحتها 0.4 كم2 و وترتفع عن سطح البحر 135 متر.

## التركيبة السكانية
حدّد مكتب تعداد الولايات المتحدة بيانات التركيبة السكانية لميلرز كوف في تعداد الولايات المتحدة. في ما يلي، التركيبة السكانية حسب تعدادي 2000 و2010.

### تعداد عام 2000
بلغ عدد سكان ميلرز كوف 120 نسمة بحسب تعداد عام 2000، وبلغ عدد الأسر 25 أسرة وعدد العائلات 21 عائلة مقيمة في البلدة. في حين سجلت الكثافة السكانية 279.1 نسمة لكل كيلومتر مربع (722.9/ميل2). وبلغ عدد الوحدات السكنية 33 وحدة بمتوسط كثافة قدره 76.7 لكل كيلومتر مربع (198.7/ميل2).
وتوزع التركيب العرقي للبلدة بنسبة 31.67% من البيض و3.33% من الأمريكيين الأفارقة و0.83% من الأمريكيين الأصليين و61.67% من الأعراق الأخرى و2.50% من عرقين مختلطين أو أكثر و81.67% من الهسبانيون أو اللاتينيون من أي عرق.
بلغ عدد الأسر 25 أسرة كانت نسبة 80% منها لديها أطفال تحت سن الثامنة عشر تعيش معهم، وبلغت نسبة الأزواج القاطنين مع بعضهم البعض 72% من أصل المجموع الكلي للأسر، ونسبة 4% من الأسر كان لديها معيلات من الإناث دون وجود شريك،  بينما كانت نسبة 8% من الأسر لديها معيلون من الذكور دون وجود شريكة وكانت نسبة 16% من غير العائلات. تألفت نسبة 8% من أصل جميع الأسر من عدة أفراد يعيشون في نفس المنزل. وبلغ متوسط حجم الأسرة المعيشية 4.80، أما متوسط حجم العائلات فبلغ 5.10.
بلغ العمر الوسطي للسكان 22.7 عاماً. وكانت نسبة 40% من القاطنين تحت سن الثامنة عشر، وكانت نسبة 15% بين الثامنة عشر والرابعة والعشرين عاماً، ونسبة 30.8% كانت واقعةً في الفئة العمرية ما بين الخامسة والعشرين والرابعة والأربعين عاماً، ونسبة 11.7% كانت ما بين الخامسة والأربعين والرابعة والستين، ونسبة 2.5% كانت ضمن فئة الخامسة والستين عاماً فما فوق. يوجد لكل 100 أنثى 110.5 ذكر، ويوجد لكل 100 أنثى في الثامنة عشر من عمرها فما فوق 148.3 ذكر.
بلغ متوسط دخل الأسرة في البلدة 24,375 دولارًا، أما متوسط دخل العائلة فبلغ 26,250 دولارًا. وكان متوسط دخل الذكور 19,773 دولارًا مقابل 13,750 دولارًا للإناث. وسجل دخل الفرد الخاص بالبلدة 7,892 دولارًا. وكانت نسبة 22.2% من العائلات ونسبة 25.4% من السكان تحت خط الفقر، وكان من هؤلاء نسبة 29.4% تحت سن الثامنة عشر ونسبة 57.1% في الخامسة والستين من العمر وما فوق.

### تعداد عام 2010
بلغ عدد سكان ميلرز كوف 149 نسمة بحسب تعداد عام 2010، وبلغ عدد الأسر 36 أسرة وعدد العائلات 31 عائلة مقيمة في البلدة. في حين سجلت الكثافة السكانية 346.5 نسمة لكل كيلومتر مربع (897.4/ميل2). وبلغ عدد الوحدات السكنية 38 وحدة بمتوسط كثافة قدره 88.4 لكل كيلومتر مربع (229.0/ميل2).
وتوزع التركيب العرقي للبلدة بنسبة 71.81% من البيض و1.34% من الأمريكيين الأفارقة و0.67% من الأمريكيين الأصليين و26.17% من الأعراق الأخرى و85.23% من الهسبانيون أو اللاتينيون من أي عرق.
بلغ عدد الأسر 36 أسرة كانت نسبة 63.9% منها لديها أطفال تحت سن الثامنة عشر تعيش معهم، وبلغت نسبة الأزواج القاطنين مع بعضهم البعض 52.8% من أصل المجموع الكلي للأسر، ونسبة 25% من الأسر كان لديها معيلات من الإناث دون وجود شريك،  بينما كانت نسبة 8.3% من الأسر لديها معيلون من الذكور دون وجود شريكة وكانت نسبة 13.9% من غير العائلات. تألفت نسبة 11.1% من أصل جميع الأسر من عدة أفراد يعيشون في نفس المنزل ونسبة 2.8% كانت تتألف من شخص يعيش بمفرده يبلغ من العمر 65 عاماً أو أكثر. وبلغ متوسط حجم الأسرة المعيشية 4.14، أما متوسط حجم العائلات فبلغ 4.45.
بلغ العمر الوسطي للسكان 22.5 عاماً. وكانت نسبة 44.3% من القاطنين تحت سن الثامنة عشر، وكانت نسبة 10.1% بين الثامنة عشر والرابعة والعشرين عاماً، ونسبة 26.2% كانت واقعةً في الفئة العمرية ما بين الخامسة والعشرين والرابعة والأربعين عاماً، ونسبة 16.8% كانت ما بين الخامسة والأربعين والرابعة والستين، ونسبة 2.7% كانت ضمن فئة الخامسة والستين عاماً فما فوق. وتوزع التركيب الجنسي للسكان بنسبة 44.3% ذكور و55.7% إناث.